# HMAS Pirie (ACPB 87)
Pour les articles homonymes, voir HMAS Pirie.
Le HMAS Pirie (ACPB 87), nommé d’après la ville de Port Pirie, en Australie-Méridionale, est un patrouilleur de classe Armidale de la Royal Australian Navy (RAN).

## Conception et construction
Les patrouilleurs de la classe Armidale mesurent 56,8 mètres de long, avec une largeur de 9,7 mètres, un tirant d'eau de 2,7 mètres et un déplacement standard de 270 tonnes. Leur coque en V à mi-carène est fabriquée en alliage d’aluminium, et chaque navire est construit selon une combinaison des normes Det Norske Veritas pour les engins légers à grande vitesse et des exigences de la RAN. Les patrouilleurs de classe Armidale peuvent se déplacer à une vitesse maximale de 25 nœuds (46 km/h) et sont propulsés par deux arbres d'hélice, chacun relié à un moteur Diesel MTU 16V M70. Les navires ont une autonomie de 3000 milles marins (5600 km) à une vitesse de 12 nœuds (22 km/h), ce qui leur permet de patrouiller autour des territoires lointains de l’Australie. Ils sont conçus pour des patrouilles standards de 21 jours, avec une autonomie maximale de 42 jours,.
L’armement principal des patrouilleurs de classe Armidale est un affût stabilisé de canon Rafael Typhoon, équipé d’un canon mitrailleur de 25 millimètres M242 Bushmaster. Deux mitrailleuses de 12,7 millimètres (0,50 pouce) sont également transportées. Les opérations d’embarquement sont effectuées par deux bateaux pneumatiques semi-rigides (RHIB) de 7,2 mètres propulsés par hydrojet. Chaque RHIB est stocké dans son bossoir dédié, et est capable d’opérer indépendamment du patrouilleur car il transporte son propre équipement de communication, de navigation et de sécurité,.
Chaque patrouilleur dispose d’un équipage standard de 21 personnes, avec un maximum de 29 personnes,,. Un compartiment d’hébergement auxiliaire de 20 couchettes a été inclus dans la conception pour le transport de soldats, de pêcheurs illégaux ou d’immigrants clandestins arrêtés. Dans les deux derniers cas, le compartiment peut être fermé de l’extérieur. Cependant, un dysfonctionnement dans les installations de traitement des eaux usées à bord du HMAS Maitland en août 2006 a envoyé du sulfure d'hydrogène et du monoxyde de carbone dans le compartiment, intoxicant quatre marins travaillant à l’intérieur, sans causer leur mort. Après cela, l’utilisation du compartiment pour l’hébergement a été interdite dans toute la classe,.

## Historique opérationnel
Le HMAS Pirie a été construit par Austal à son chantier naval de Henderson (Australie-Occidentale). Il a été commissionné dans la RAN le 15 juillet 2006 dans la ville dont il porte le nom,. Des vétérans du premier HMAS Pirie (J189), qui a servi durant la Seconde Guerre mondiale, ont assisté à la cérémonie de mise en service,.
Le HMAS Pirie est affecté à la division Assail et est basé à Darwin. Il effectue des patrouilles de protection des frontières et de protection des pêches.
En 2006, le patrouilleur a participé à des essais de véhicules aériens sans pilote à Port Hedland, en Australie-Méridionale. En novembre, le HMAS Pirie est officiellement affecté à des opérations de protection des frontières dans le cadre de l’opération Resolute,,.
En 2008, le HMAS Pirie a participé à l’exercice Singaroo avec des navires australiens et singapouriens. Il a participé à la Chinese International Fleet Review 2009. En 2010, le navire a participé à la revue de la flotte du Timor, puis à l’exercice Cassowary avec des unités australiennes et indonésiennes. 
Le HMAS Pirie était l’un des navires qui sont intervenus lorsqu’un navire soupçonné d’entrée illégale transportant des demandeurs d’asile s’est échoué et a coulé au large de l’île Christmas le 15 décembre 2010 par temps de mousson. L’équipage du HMAS Pirie, d’autres membres de l’ADF et des services australiens des douanes et de la protection des frontières ont sauver la vie de 41 demandeurs d’asile et ont reçu des éloges pour leurs actions courageuses.
Le HMAS Pirie a de nouveau fait la une des journaux en Australie en 2015. Alors qu’il était en mission de protection des frontières, il a répondu à un appel de détresse d’un bateau de pêche à environ 650 km de Darwin, sur lequel un homme a été piqué par une méduse-boîte très venimeuse alors qu’il récupérait des filets de pêche. L’équipage a fourni à la victime 16 heures de soutien médical alors qu’il la transportait d’urgence à l’hôpital, lui sauvant ainsi la vie,.
Le navire a été mis hors service le 26 mars 2021 à son port d’attache de Darwin (HMAS Coonawarra) après 15 années de service. La cérémonie de désarmement a été présidée par le chef d'état-major de la Marine australienne, le vice-amiral Mike Noonan, malgré une tempête tropicale. Le navire a parcouru plus de 426 000 milles marins, soit 20 fois le tour de la Terre, ou la distance jusqu’à la Lune et retour. Il s’est rendu aussi loin à l’est que les Samoa, aussi loin à l’ouest que les îles Cocos / Keeling, aussi loin au sud que le détroit de Bass et aussi loin au nord que Qingdao, Chine. Il a également effectué des escales au Vanuatu, aux Îles Cook, aux Tonga, aux Philippines, à Singapour, au Timor oriental et en Papouasie occidentale,.
Tout au long de son service, le HMAS Pirie a intercepté et contrôlé des navires de pêche étrangers et des navires soupçonnés d’être entrés en situation irrégulière, en plus de fournir régulièrement un soutien à la communauté civile. Il a également pris part à des événements diplomatiques, commémoratifs et des cérémonies avec les partenaires régionaux de l’Australie. 
Le HMAS Pirie est le premier des 13 patrouilleurs de classe Armidale à être mis hors service comme planifié. En 2014, le HMAS Bundaberg (ACPB 91) avait été désarmé prématurément après avoir gravement endommagé par un incendie alors qu’il subissait des travaux de maintenance à Brisbane. Le HMAS Pirie doit être ferraillé, et le ministère de la Défense a déclaré qu’il y avait un processus d’appel d'offres en cours pour son démantèlement.
La marine australienne a déclaré que son démantèlement aiderait à faire place au premier des nouveaux navires de patrouille offshore (OPV) de classe Arafura en construction au chantier naval d’Osborne en Australie-Méridionale et de Henderson en Australie-Occidentale. Les 12 navires de la classe Arafura remplaceront la flotte actuelle de patrouilleurs de classe Armidale et de classe Cape entre 2022 à 2030. Ils offriront des capacités considérablement accrues par rapport aux patrouilleurs qu’ils remplaceront, ce qui renforcera la capacité de l’Australie à patrouiller dans son territoire maritime et les régions proches,,. 